# 差人

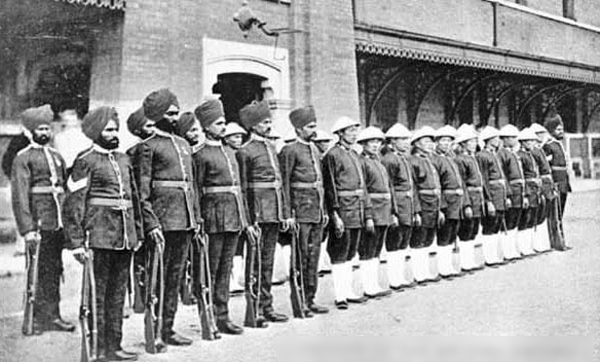
1906年於大館舉行的檢閱儀式，包括摩羅差。

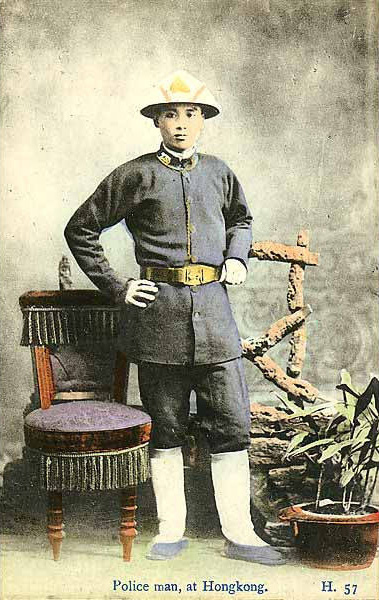
俗稱為「大頭綠衣」的差人。

差人為警察的俗稱，常用於兩廣、港澳及其他粵語使用地區，以香港社會最為盛行，特別是香港社會上普遍尚未引入警察此稱呼前。中國歷史上，地方的治安管理機構是衙門，執行差事者名衙門差役。時至1840年代，由於香港警隊於成立初期曾經翻譯為“香港差役”，因此警察人員被稱為差人（男性可俗稱差佬、女性為差婆），此詞亦被兩廣及澳門社會採納使用，並且成為慣用語至今，如刑事警察有雜差的俗稱。

## 字意
差人（「差」讀「猜」）乃是文法詞語，指受官員差遣工作的人。地方官員受理案件，就會差遣衙差捉拿原兇，搜集證據，以求偵破罪案。
衙差和官差的差異，其中官字解作官署，衙字解作衙門，差則解作差人或是差役。

## 相關字詞
差佬 是粵語使用者對差人（男性警務人員）的暱稱。女性警務人員則稱為差婆。香港的警署則俗稱為差館。香港對物業徵收的房地產稅稱為差餉，亦因早期差餉收入是用以支付警察薪金而得名。
此稱呼本無貶意成份，從前一般用於草根階層，但後來因為對於「差」字的理解，而令人誤會此字有貶義。
1980年代有一香港電影名為《最佳拍檔之千里救差婆》，由許冠傑、張艾嘉和麥嘉飾演；1991年，有一香港電影名為《駁腳差佬》，亦有使用差佬、差婆等詞為題。